# František Hák
František Hák (27. května 1886, Studenec – 1. března 1974) byl český fotograf působící na Novopacku.

## Život a dílo
Přibližně v roce 1908 si otevřel fotografický ateliér v Klášterní ulici (naproti lékárně). Provozoval obvyklý fotografický ateliér orientovaný na portrétní fotografii a na dokumentaci lokálních událostí. Na popud Aloise Boudy začal ve dvacátých letech dokumentovat lidovou architekturu. V této činnosti jej podporovalo Městské muzeum v Nové Pace, Okrašlovací spolek v Nové Pace a Okresní sdružení agrárního dorostu v Nové Pace. Rovněž pracoval jako dokumentarista Uměleckoprůmyslového musea v Praze. Dále jsou jeho fotografie ve sbírkách Etnologického ústavu AV ČR. Jedná se o 951 fotografií formátu 9×14 cm z let 1927 a 1928. Z dokumentace ale vyplývá, že fotografie pocházejí ve skutečnosti i z dřívějších let. Jejich nákup z prostředků Ministerstva školství a národní osvěty zorganizoval Zdeněk Wirth. Další Hákovy fotografie s touto tematikou vznikly během Zaměřovací akce České akademie věd a umění, která proběhla v letech 1941–1946 a kterou vedl jako předseda komise opět Zdeněk Wirth. Dnes je sbírka uložena v Generálním archivu AV ČR.
Vedle dokumentace venkovských stavení jsou na fotografiích zachyceny i městské domy z Nové Paky, Jilemnice a Lázní Bělohrad. Na snímcích jsou zachyceny i krajinné pohledy nebo na druhé straně detaily konstrukcí a výzdoby, sakrální a technické objekty (vodní a větrné mlýny).
Jeho synem byl fotograf Miroslav Hák.